# Rhyacia polita
Rhyacia polita là một loài bướm đêm trong họ Noctuidae.